# Chapelle de Gléon
La chapelle de Gléon, ou chapelle de la Sainte-Vierge, est une chapelle située à Villesèque-des-Corbières, en France.

## Localisation
La chapelle est située sur la commune de Villesèque-des-Corbières, dans le département français de l'Aude. Elle se trouve sur le domaine du château de Gléon.

## Historique
La chapelle de Gléon aurait été construite au VIe siècle. Elle est dédiée à la "Vierge de Gléon".
La Chapelle (à l'exclusion des deux chapelles modernes situées au Nord) a été inscrite au titre des monuments historiques en 1984.